# Vespa luctuosa
El avispón filipino (Vespa luctuosa), es una especie de insecto del género Vespa perteneciente a la familia Vespidae. El avispón filipino tiene 5 cm de largo y 4 cm de ancho, este siguiéndole al avispón japonés es la segunda especie más grande de avispones. La subespecie principal es Vespa luctuosa luctuosa (primariamente nativo de isla de Luzón). Otras subespecies incluyen a Vespa luctuosa luzonensis (primariamente nativo de Visayas, isla Leyte e isla Samar) y Vespa luctuosa negrosensis (nativa de Negros). Vespa luctuosa es muy conocida por su potente veneno, hasta veneno letal; en casos extremos de varias picaduras (5-10 picaduras) puede causar parálisis, convulsiones, cianosis y hematuria.

## Especie invasora en España
Debido a su potencial colonizador y constituir una amenaza grave para las especies autóctonas, los hábitats o los ecosistemas, esta especie ha sido incluida en el Catálogo Español de Especies exóticas Invasoras, aprobado por Real Decreto 630/2013, de 2 de agosto.